# Astral Aviation
Astral Aviation ist eine kenianische Frachtfluggesellschaft mit Sitz in Nairobi und Basis auf dem Flughafen Jomo Kenyatta International.

## Geschichte

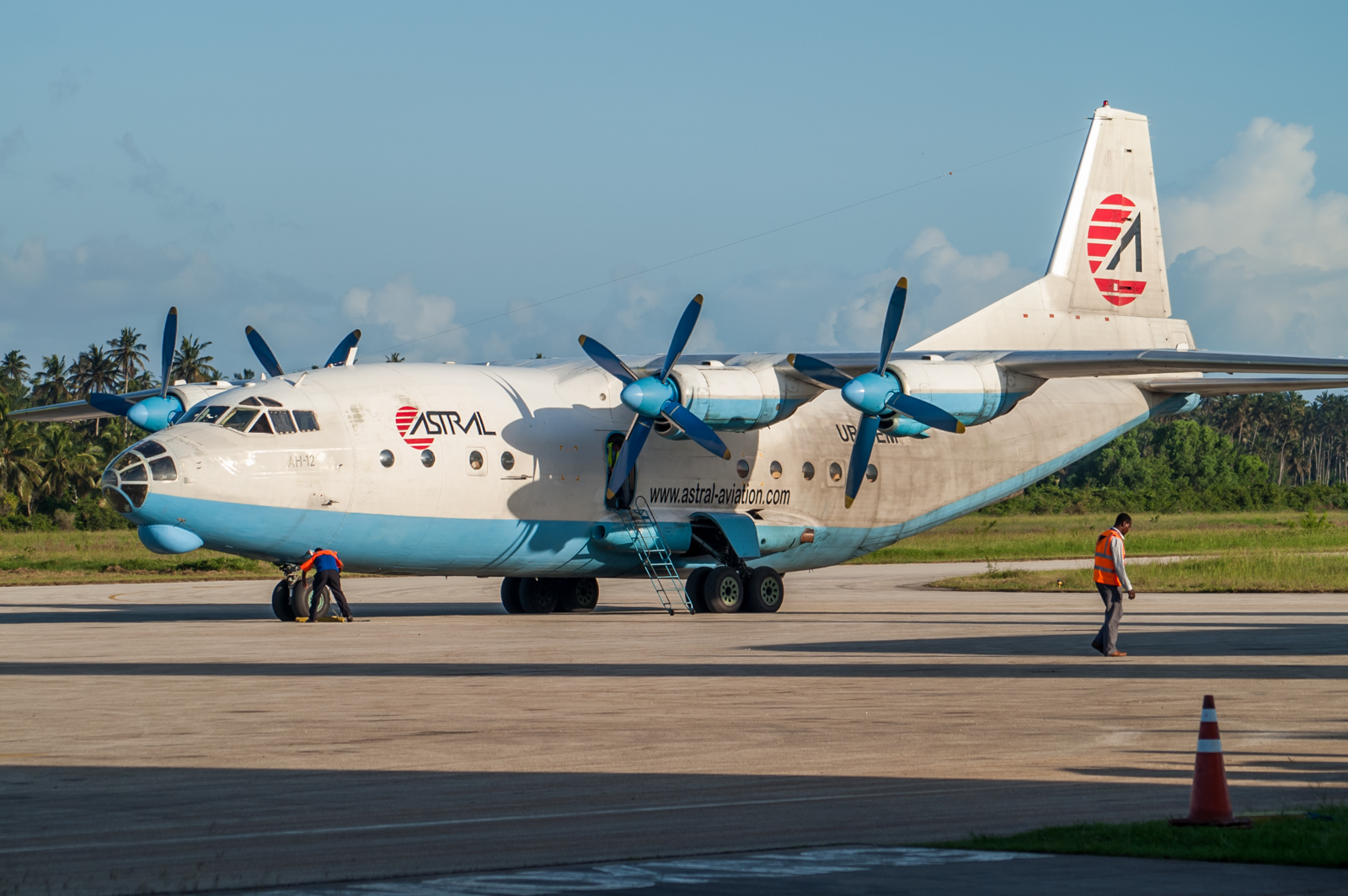
Antonow An-12 der Astral Aviation

Astral Aviation wurde 2000 gegründet und nahm 2001 den Betrieb auf. Im Mai 2014 wurde bekannt, dass Hainan Airlines eine Absichtserklärung unterschrieben hat, Teilhaber der Astral Aviation zu werden.

## Flotte

### Aktuelle Flotte
Mit Stand Februar 2024 besteht die Flotte der Astral Aviation aus zwei Frachtflugzeugen mit einem Durchschnittsalter von 44,5 Jahren:
| Flugzeugtyp          | Anzahl | bestellt | Anmerkungen | Kapazität in t |
| -------------------- | ------ | -------- | ----------- | -------------- |
| Boeing 767-200(BDSF) | 1      |          |             | 42             |
| Douglas DC-9-34F     | 1      |          |             | 14             |
|                      | 2      | -        |             |                |

### Ehemalige Flotte
- Antonow An-12
- Antonow An-72
- Avro 748
- Boeing 727-200
- Boeing 747-400
- Boeing 757-200
- Iljuschin Il-76